# Guzmania striata
Guzmania striata är en gräsväxtart som beskrevs av Lyman Bradford Smith. Guzmania striata ingår i släktet Guzmania och familjen Bromeliaceae. Inga underarter finns listade i Catalogue of Life.